# ナターシャ・ヤー
ナターシャ・ヤー（Natasha Yar）は『新スタートレック』に登場する架空の人物。デニーズ・クロスビーが演じた。日本語版の吹き替えは沢海陽子が担当した。USSエンタープライズDの保安部長で階級は大尉。愛称はターシャ（Tasha）。

## 人物
惑星連邦が入植したものの無政府状態となったターカナ4号星出身。両親を幼いときに殺され、妹イシャーラとともに劣悪な環境で自衛する生活を余儀なくされた。15歳のときターカナ4号星を脱出し、宇宙艦隊アカデミーに入った。ジャン＝リュック・ピカードに救出任務で示した能力を評価され、USSエンタープライズDに配属された。
データ少佐と性行為を行った唯一の人物でもある。このときは、とある病原体の影響で精神が不安定に陥っていた。
ヴェグラ2号星の不定形生命体アルマスからの救出任務中に殉職した。
TNG第3シーズンにて、エンタープライズCがタイムスリップしてきたことで歴史が変わり死が回避されるが、「意味のない死を迎えたくない」と、未来を正すためにエンタープライズDからエンタープライズCへと転属。
エンタープライズCが過去へ戻り未来が正されたが、その後ロミュランに捕まったとされている。
『スタートレック：ピカード』シーズン2第2話の歴史が改変された世界線において、アンドリア反乱に従事する地球連合(惑星連邦が成立していない世界線のため)の中佐として名前がコンピューター上に表示されていた。
妹が一人いる。
また、タイムスリップ事故の余波で、後年の作品にはロミュラン人とのハーフである娘のシーラが登場する。

## 撮影の裏話
デニス自身はトロイ役でオーディションを受けたのだが、ヤー大尉に決定。しかしデニス自身がその他のクルーでしかないヤー大尉役に満足出来ず新しい映画やドラマに出演を希望し、TNGを降板した。

## ゲスト出演
その後、ゲストとしてTNGに復帰をしているが、ヤー大尉は死亡している為、アナザーワールドで登場したりロミュランの司令官でヤー大尉の娘シーラ、最終回のQが作った世界のヤー大尉の役などでゲスト出演している。
出演回は
- シーズン3 #63「亡霊戦艦エンタープライズC」平行世界のヤー大尉
- シーズン4 #100「クリンゴン帝国の危機（前編）」ロミュラン司令官シーラ
- シーズン5 #101「クリンゴン帝国の危機（後編）」ロミュラン司令官シーラ
- シーズン5 #107「潜入！ロミュラン帝国（前編）」ロミュラン司令官シーラ
- シーズン5 #108「潜入！ロミュラン帝国（後編）」ロミュラン司令官シーラ
- シーズン7 #177「永遠への旅（前編）」過去の世界のヤー大尉
- シーズン7 #178「永遠への旅（後編）」過去の世界のヤー大尉